# Spermolepis castellanosii
Spermolepis castellanosii är en flockblommig växtart som beskrevs av Pérez-mor. Spermolepis castellanosii ingår i släktet Spermolepis och familjen flockblommiga växter. Inga underarter finns listade i Catalogue of Life.